# Sławianowo
Sławianowo – wieś krajeńska w Polsce, położona w województwie wielkopolskim, w powiecie złotowskim, w gminie Złotów, nad północnym brzegiem jeziora Sławianowskiego Wielkiego.
Sławianowo jest siedzibą rzymskokatolickiej parafii św. Jakuba Apostoła.
| SIMC    | Nazwa    | Rodzaj    |
| ------- | -------- | --------- |
| 0534285 | Kaczochy | część wsi |

## Historia

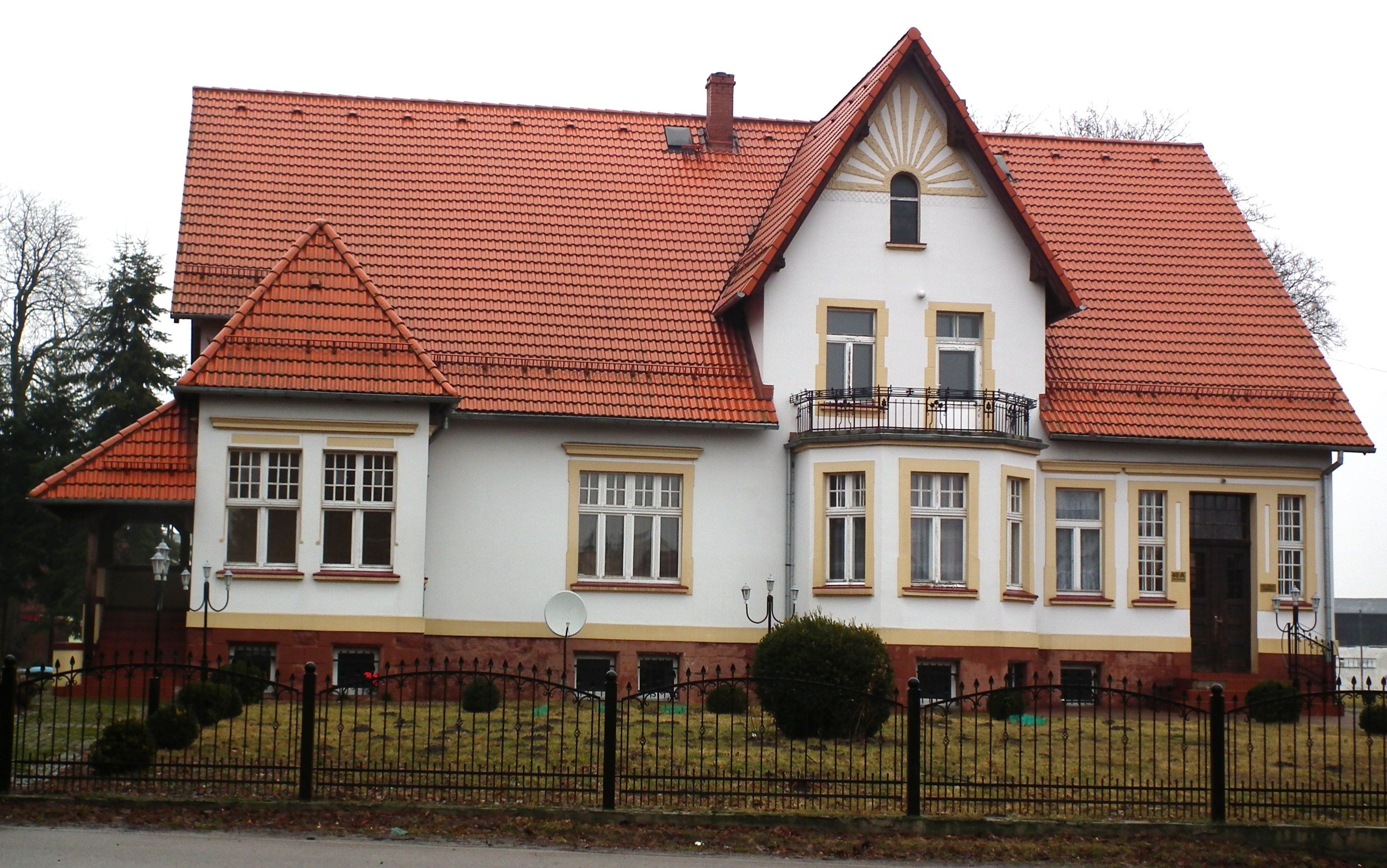
Dwór

Pierwsze wzmianki o wsi, założonej jako ulicówka pochodzą z 1442 ("Slawnanowo"). W 1498 dziedzicem był tu Jan, który sam przezwał się Sławianowskim. W dalszych latach wieś należała do trzech braci Sławianowskich oraz do rodziny Sulińskich i Potulickich. W latach 1772– 1945 wieś znajdowała się w zaborze pruskim, a potem w Niemczech (w okresie międzywojennym przez jezioro Sławianowskie przebiegała granica polsko-niemiecka). W tym okresie działało we wsi koło Związku Polaków w Niemczech. W 1929 rozpoczęła działalność szkoła polska. Jej pierwszym kierownikiem był Piotr Jasiek, a drugim – Edmund Smoczyński, rozstrzelany przez Niemców w 1939. 
W latach 1975–1998 miejscowość administracyjnie należała do województwa pilskiego.

## Obiekty
We wsi stoi kościół św. Jakuba Apostoła (mur pruski), a także domy strażników i celników, dom żandarma niemieckiego i gorzelnia. Istnieje też dwór z XIX wieku – była siedziba dzierżawcy majątku Steinbacha (obecnie właściciel jest prywatny). Na cmentarzu przykościelnym znajduje się ceglana kolumna z XIX wieku, druga zaś postawiona jest na cmentarzu cholerycznym z 1851. Całości dopełniają dwie kapliczki przydrożne.